# دره عروسک‌ها
دره عروسک‌ها (انگلیسی: Valley of the Dolls) فیلمی به کارگردانی مارک رابسون است که در سال ۱۹۶۷ (۱۳۴۵) منتشر شد. این فیلم در سال ۱۹۶۷ میلادی ششمین فیلم پرفروش آمریکا شد.

## بازیگران
- باربارا پارکینز در نقش آن ولز
- پتی دوک در نقش نیلی اوهارا
- شارون تیت در نقش جنیفر نورف
- پل برک در نقش لایون برک
- تونی اسکاتی در نقش تونی پولار
- مارتین میلنر در نقش مل اندرسون
- چارلز دریک در نقش کوین گیلمور
- لی گرانت در نقش میریام پولار
- سوزان هیوارد در نقش هلن لاوسون
- الکساندر داویون در نقش تد کازابلانکا
- نیومی استیونز در نقش دوشیزه استینبرگ
- رابرت اچ.هریس در نقش هنری بالامی
- ژاکلین سوزان در نقش اولین خبرنگار
- رابرت ویهارو در نقش کارگردان
- جوئی بیشاپ در نقش مجری برنامه تِلِتون
- جورج جسل در نقش مجری جوایز گرمی
- دارلین کانلی در نقش پرستار آسایشگاه (عدم ذکر در تیتراژ)
- جودیت لوری در نقش خاله اِیمی (عدم ذکر در تیتراژ)
- مارگوت استیونسون در نقش مادرِ آن (عدم ذکر در تیتراژ)